# Список найкасовіших відеоігор
Це список найкасовіших комп'ютерних ігор усіх часів. 
Найкасовішою відеогрою є Тетріс — гра у жанрі головоломка, був спочатку випущений для радянського мікрокомп'ютера Elektronika 60. Гра була портована на широкий спектр платформ і було продано понад 520 мільйонів копій цієї гри.
Інші ігри, які перейшли помітку у 100 мільйонів копій - Minecraft, Grand Theft Auto V
Найбільш проданою грою на одній платформі є Wii Sports з майже 83 мільйонами продажів на консолі Nintendo Wii.
З 50 найкасовіших відеоігор у цьому списку, компанія Nintendo розробила та опублікувала більш ніж двадцять ігор, в тому числі більшу частину з першої десятки. Ще п'ять ігор було опубліковано їхнім філіалом The Pokémon Company. 
Activision, Rockstar Games, Electronic Arts та Sega також мають декілька рекордів в цьому списку. Окрім внутрішніх команд розробників Nintendo, Game Freak є розробником з більшістю ігор у переліку з п'ятдесяти ігор, серед яких шість з серії Pokémon. Найстарішою грою в цьому списку є Frogger, що вийшла у червні 1981 року. Ігри, у яких у наявності дані про кількість гравців замість даних про продажі, таких як зареєстровані облікові записи, підписки або безплатне завантаження, не було включено до списку; замість цього, вони були включені до списку найпопулярніших ігор за кількістю гравців.
Найбільш портована відеогра — Тетріс. З моменту створення оригінальної версії для радянського мікрокомп’ютера Electronika 60 у 1984 році комп’ютерним науковцем Олексієм Пажитновим було розроблено понад 200 офіційних варіантів Tetris для щонайменше 70 унікальних систем. До цього списку входять майже всі комерційні ігрові консолі, мобільні ігрові платформи та домашні комп’ютери, а також менш звичні платформи, як-от ігри на брелоках з ПК-дисплеєм, розважальні системи в літаках та текстові редактори.

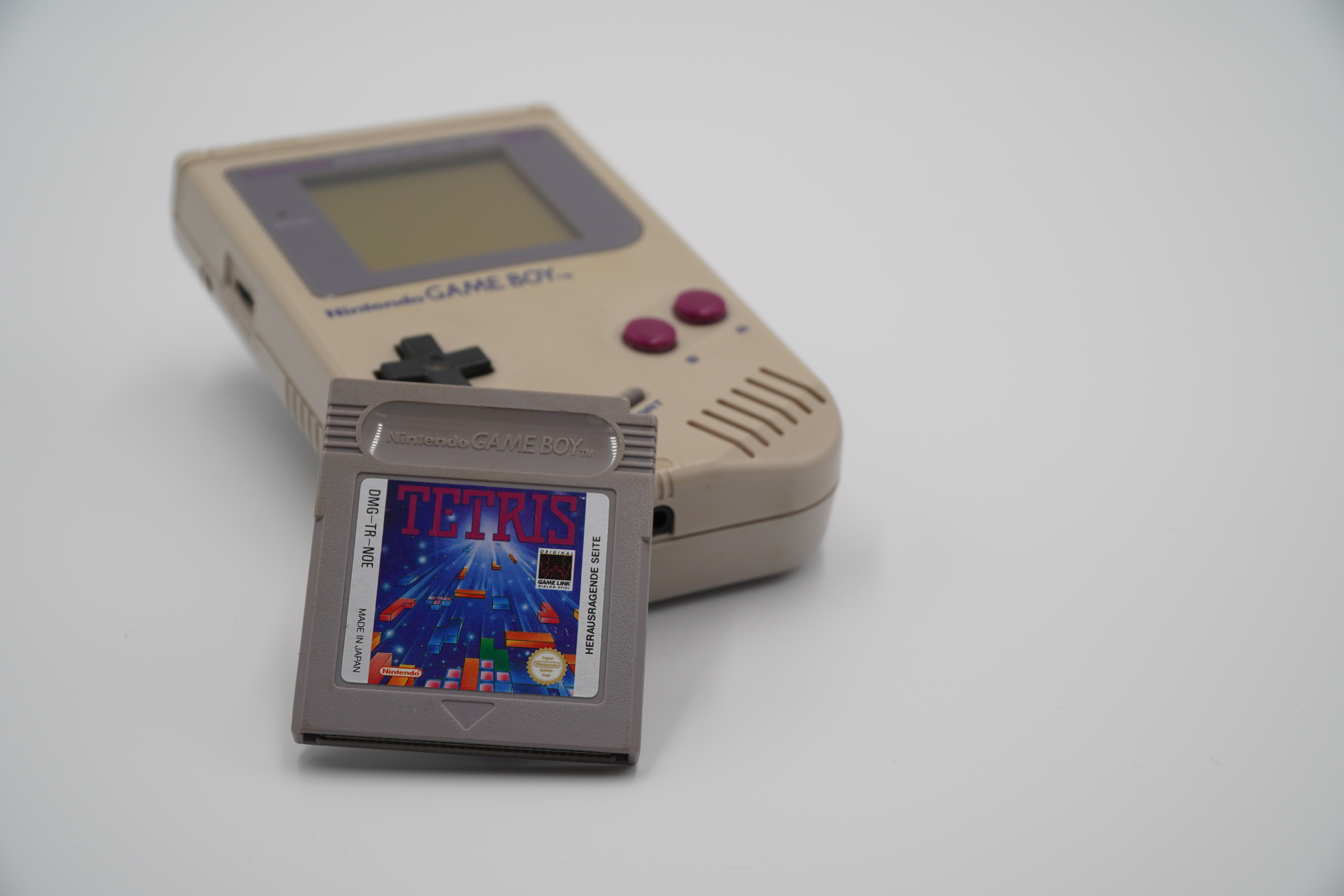
Тетріс на платформі Game Boy
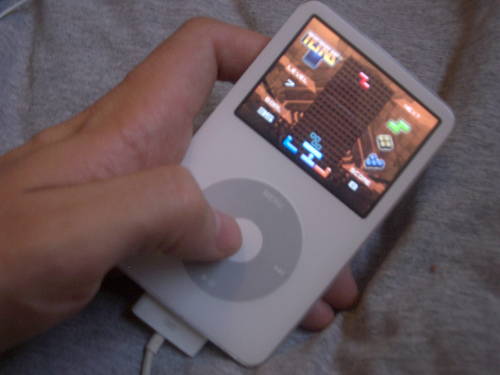
Тетріс на портативному медіаплеєрі iPod
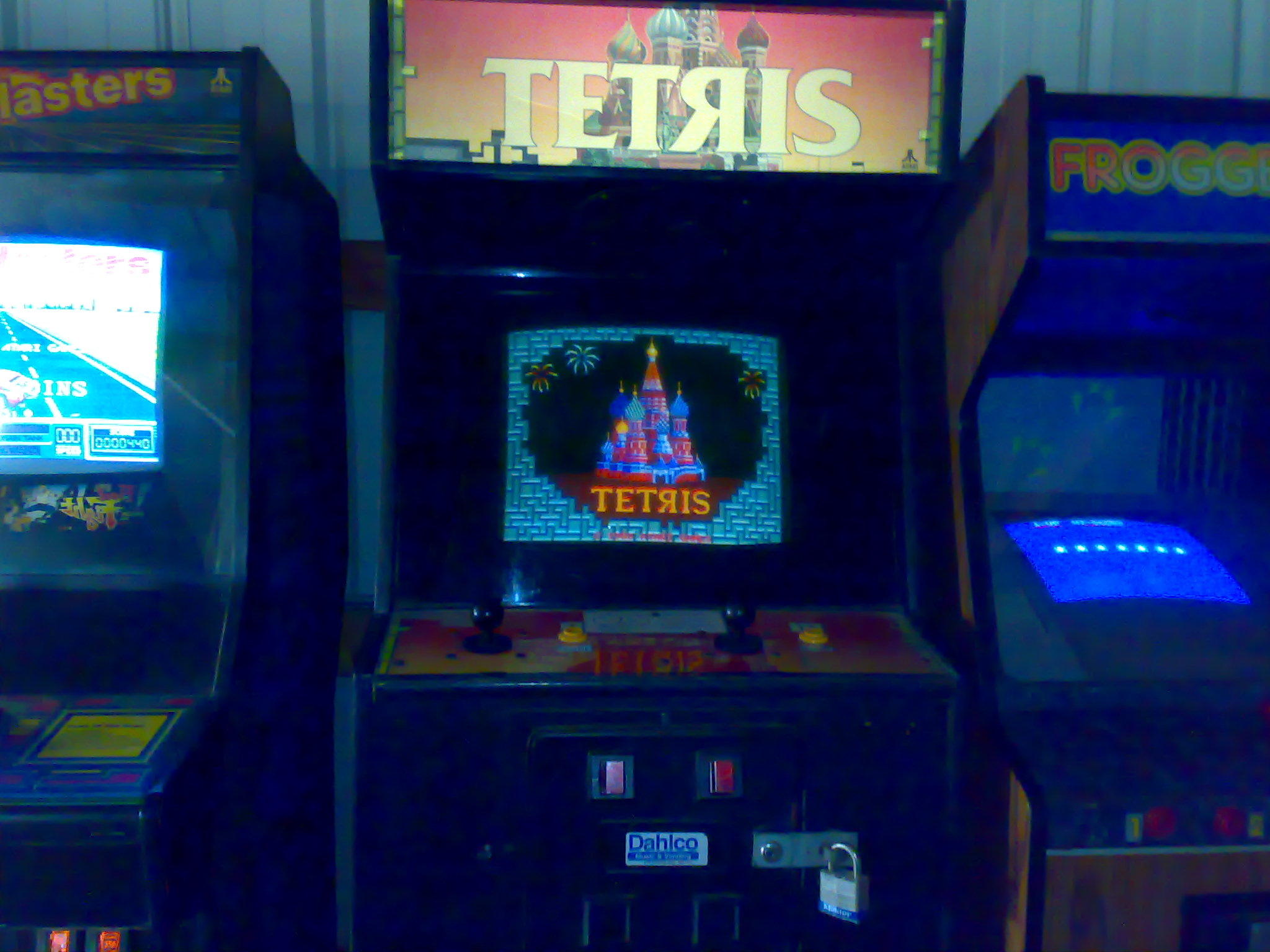
Тетріс на аркадному автоматі
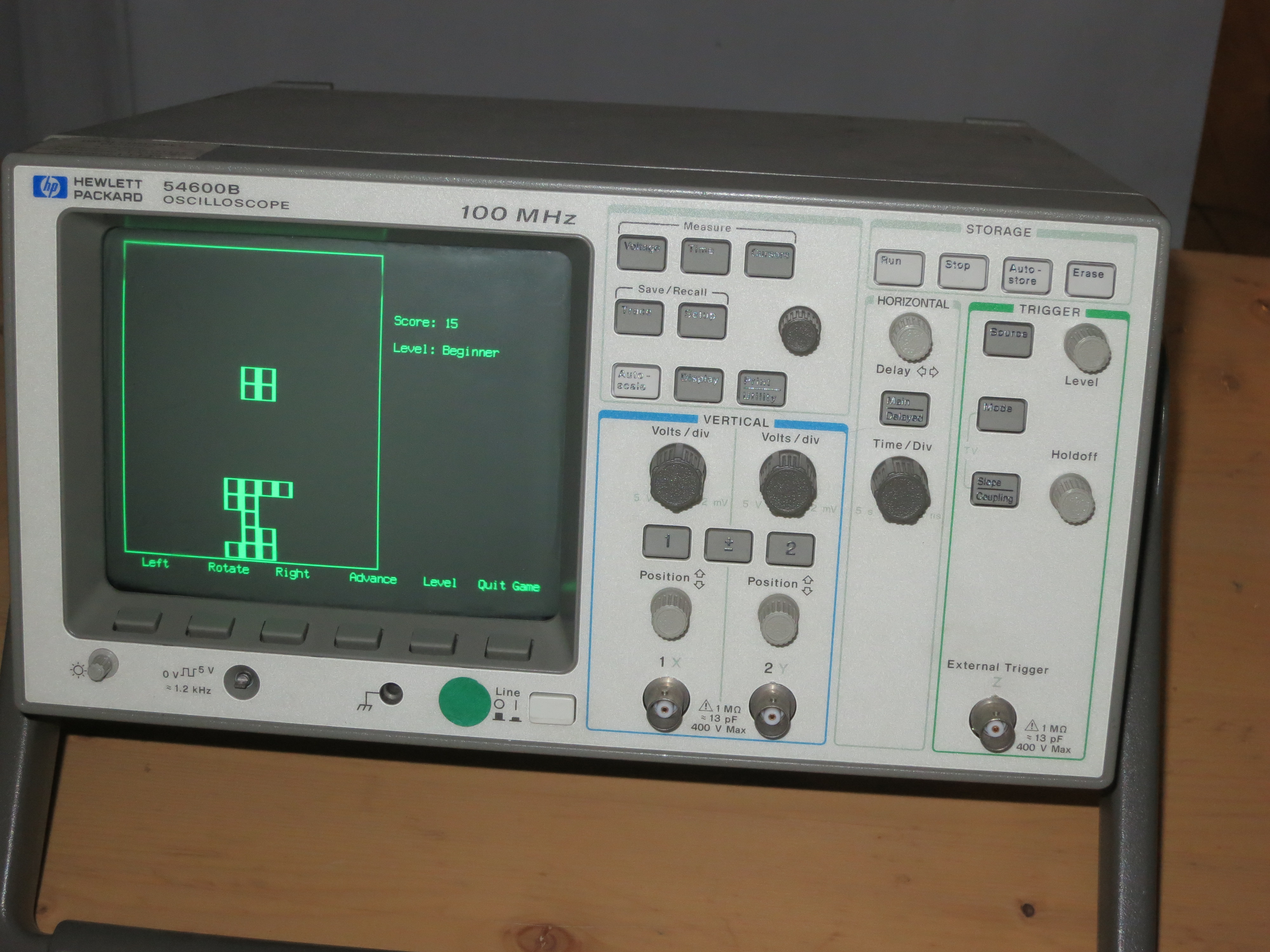
Тетріс на приладі для вимірювання, спостерігання та запису показників електричного сигналу

## Список
| Назва                                            | Копій продано     | Платформа             | Дата випуску       | Розробник                        | Країна                | Видавець                       | Джерело                           |
| ------------------------------------------------ | ----------------- | --------------------- | ------------------ | -------------------------------- | --------------------- | ------------------------------ | --------------------------------- |
| Тетріс                                           | 520 000 000       | Багатоплатформний     | 14 червня, 1989    | The Tetris Company               | СРСР                  | The Tetris Company             | [ 2 ] [ 3 ]                       |
| Minecraft                                        | 300 000 000       | Багатоплатформний     | 17 травня, 2009    | Mojang Studios                   | Швеція                | Mojang                         | [ 4 ] [ 5 ] [ 6 ]                 |
| Grand Theft Auto V                               | 205 000 000       | Багатоплатформний     | 17 вересня, 2013   | Rockstar North                   | США · Велика Британія | Rockstar Games                 | [ 7 ]                             |
| Wii Sports                                       | 82 900 000        | Wii                   | 25 листопада, 2006 | Nintendo EAD                     | Японія                | Nintendo                       | [ 8 ]                             |
| PlayerUnknown's Battlegrounds                    | 75 000 000        | Багатоплатформний     | 20 грудня, 2017    | PUBG Studios                     | Південна Корея        | Krafton                        | [ c ]                             |
| Mario Kart 8 / Deluxe                            | Деталі 72 730 000 | Wii U Nintendo Switch | 29 травня, 2014    | Nintendo EAD                     | Японія                | Nintendo                       | [ 10 ]                            |
| Red Dead Redemption 2                            | 67 000 000        | Багатоплатформний     | 26 жовтня 2018     | Rockstar Studios                 | США                   | Rockstar Games                 | [ 7 ]                             |
| Terraria                                         | 60 700 000        | Багатоплатформний     | 16 травня, 2011    | Re-Logic                         | США · Італія          | Re-Logic / 505 Games           | [ 11 ]                            |
| The Elder Scrolls V: Skyrim                      | 60 000 000        | Багатоплатформний     | 11 листопада, 2011 | Bethesda Game Studios            | США                   | Bethesda Softworks             | [ 12 ]                            |
| Super Mario Bros.                                | Деталі 58 000 000 | Багатоплатформний     | 13 вересня, 1985   | Nintendo                         | Японія                | Nintendo                       | [ d ]                             |
| The Witcher 3 / Hearts of Stone / Blood and Wine | 50 000 000        | Багатоплатформний     | 19 травня, 2015    | CD Projekt Red                   | Польща                | CD Projekt                     | [ 13 ]                            |
| Overwatch                                        | 50 000 000        | Багатоплатформний     | 24 травня, 2016    | Blizzard Entertainment           | США                   | Blizzard Entertainment         | [ 14 ]                            |
| Human: Fall Flat                                 | 50 000 000        | Багатоплатформний     | 22 липня, 2016     | No Brakes Games                  | Литва                 | Curve Digital                  | [ 15 ]                            |
| Pokémon Red / Green / Blue / Yellow              | 47 520 000        | Багатоплатформний     | 27 лютого, 1996    | Game Freak                       | Японія                | Nintendo                       | [ e ]                             |
| Wii Fit та Wii Fit Plus                          | 43 800 000        | Wii                   | 12 січня, 2007     | Nintendo EAD                     | Японія                | Nintendo                       | [ 8 ]                             |
| Animal Crossing: New Horizons                    | 42 210 000        | Nintendo Switch       | 20 березня, 2020   | Nintendo EPD                     | Японія                | Nintendo                       | [ 10 ]                            |
| Pac-Man                                          | 42 071 635        | Багатоплатформний     | 22 травня, 1980    | Namco                            | Японія                | Namco                          | [ f ]                             |
| Counter-Strike: Global Offensive                 | 40 004 641        | Багатоплатформний     | 21 серпня, 2012    | Valve                            | США                   | Valve                          | [ g ] [ 16 ] [ 17 ] [ 18 ] [ 19 ] |
| Mario Kart Wii                                   | 37 380 000        | Wii                   | 10 квітня, 2008    | Nintendo EAD                     | Японія                | Nintendo                       | [ 8 ]                             |
| Super Smash Bros. Ultimate                       | 35 140 000        | Nintendo Switch       | 7 грудня, 2018     | Bandai Namco Studios / Sora Ltd. | Японія                | Nintendo                       | [ 8 ]                             |
| Stardew Valley                                   | 35 000 000        | Багатоплатформний     | 26 лютого, 2016    | ConcernedApe                     | США · Велика Британія | Chucklefish / ConcernedApe     | [ 20 ]                            |
| The Legend of Zelda: Breath of the Wild          | 33 990 000        | Nintendo Switch Wii U | 3 березня, 2017    | Nintendo EPD                     | Японія                | Nintendo                       | [ h ]                             |
| Wii Sports Resort                                | 33 140 000        | Wii                   | 25 червня, 2009    | Nintendo EAD                     | Японія                | Nintendo                       | [ 8 ]                             |
| New Super Mario Bros.                            | 30 800 000        | Nintendo DS           | 15 травня, 2006    | Nintendo EAD                     | Японія                | Nintendo                       | [ 21 ]                            |
| New Super Mario Bros. Wii                        | 30 320 000        | Wii                   | 11 листопада, 2009 | Nintendo EAD                     | Японія                | Nintendo                       | [ 8 ]                             |
| Diablo III                                       | 30 000 000        | Багатоплатформний     | 16 травня, 2012    | Blizzard Entertainment           | США                   | Blizzard Entertainment         | [ 22 ]                            |
| Hogwarts Legacy                                  | 30 000 000        | Багатоплатформний     | 10 лютого, 2023    | Avalanche Software               | США                   | Blizzard Entertainment         | [ 23 ]                            |
| Call of Duty: Modern Warfare                     | 30 000 000        | Багатоплатформний     | 25 жовтня, 2019    | Infinity Ward                    | США                   | Activision                     | [ 24 ]                            |
| Cyberpunk 2077                                   | 30 000 000        | Багатоплатформний     | 10 грудня, 2020    | CD Projekt Red                   | Польща                | CD Projekt                     | [ 25 ]                            |
| Pokémon Gold / Silver / Crystal                  | 29 490 000        | Game Boy Color        | 21 листопада, 1999 | Game Freak                       | Японія                | Nintendo                       | [ 26 ]                            |
| Elden Ring                                       | 28 600 000        | Багатоплатформний     | 25 лютого, 2022    | FromSoftware                     | Японія                | Bandai Namco                   | [ 27 ]                            |
| Super Mario Odyssey                              | 28 500 000        | Nintendo Switch       | 27 жовтня, 2017    | Nintendo EPD                     | Японія                | Nintendo                       | [ 27 ]                            |
| Duck Hunt                                        | 28 300 000        | NES                   | 21 квітня, 1984    | Nintendo R&D1                    | Японія                | Nintendo                       | [ 28 ]                            |
| Wii Play                                         | 28 020 000        | Wii                   | 2 грудня, 2006     | Nintendo EAD                     | Японія                | Nintendo                       | [ 8 ]                             |
| Grand Theft Auto: San Andreas                    | 27 500 000        | Багатоплатформний     | 26 жовтня, 2004    | Rockstar North                   | США · Велика Британія | Rockstar Games                 | [ 29 ]                            |
| Super Mario World                                | 26 662 500        | Багатоплатформний     | 21 листопада, 1990 | Nintendo EAD                     | Японія                | Nintendo                       | [ 8 ]                             |
| New Super Mario Bros. U / Luigi U / Deluxe       | 26 660 000        | Багатоплатформний     | 18 листопада, 2012 | Nintendo EAD                     | Японія                | Nintendo                       | [ 8 ]                             |
| Call of Duty: Modern Warfare 3                   | 26 500 000        | Багатоплатформний     | 8 листопада, 2011  | Infinity Ward / Sledgehammer     | США                   | Activision                     | [ 30 ]                            |
| Pokémon Sword / Shield                           | 26 440 000        | Nintendo Switch       | 15 листопада, 2019 | Game Freak                       | Японія                | Nintendo / The Pokémon Company | [ 8 ]                             |
| FIFA 18                                          | 26 400 000        | Багатоплатформний     | 29 вересня, 2017   | EA Vancouver                     | Канада · США          | EA Sports                      | [ 31 ] [ 32 ]                     |
| Call of Duty: Black Ops                          | 26 200 000        | Багатоплатформний     | 9 листопада, 2010  | Treyarch                         | США                   | Activision                     | [ 30 ]                            |
| Garry's Mod                                      | 25 560 290        | PC                    | 29 листопада, 2006 | Facepunch Studios                | США · Велика Британія | Valve                          | [ 33 ]                            |
| Pokémon Sun / Moon / Ultra Sun / Ultra Moon      | 25 540 000        | Nintendo 3DS          | 18 листопада, 2016 | Game Freak                       | Японія                | Nintendo / The Pokémon Company | [ 10 ]                            |
| Grand Theft Auto IV                              | 25 000 000        | Багатоплатформний     | 29 квітня, 2008    | Rockstar North                   | США · Велика Британія | Rockstar Games                 | [ 34 ]                            |
| Super Mario Land                                 | 25 000 000        | Nintendo 3DS          | 21 квітня, 1989    | Nintendo R&D1                    | Японія                | Nintendo                       | [ 35 ]                            |
| Pokémon Diamond / Pearl / Platinum               | 24 730 000        | Nintendo DS           | 28 вересня, 2006   | Game Freak                       | Японія                | Nintendo / The Pokémon Company | [ 8 ]                             |
| Super Mario Bros. 3                              | 24 430 000        | NES                   | 23 жовтня, 1988    | Nintendo                         | Японія                | Nintendo                       | [ 36 ] [ 37 ] [ 38 ]              |
| Call of Duty: Black Ops II                       | 24 200 000        | Багатоплатформний     | 12 листопада, 2012 | Treyarch                         | США                   | Activision                     | [ 30 ]                            |
| Kinect Adventures!                               | 24 000 000        | Xbox 360              | 4 листопада, 2010  | Good Science Studio              | США                   | Xbox Game Studios              | [ 39 ]                            |
| Sonic the Hedgehog                               | 23 982 960        | Багатоплатформний     | 23 червня, 1991    | Sonic Team                       | Японія                | Sega                           | [ i ]                             |
| Nintendogs                                       | 23 960 000        | Nintendo DS           | 21 квітня, 2005    | Nintendo EAD                     | Японія                | Nintendo                       | [ 8 ]                             |
| Mario Kart DS                                    | 23 600 000        | Nintendo DS           | 14 листопада, 2005 | Nintendo EAD                     | Японія                | Nintendo                       | [ 8 ]                             |
| Call of Duty: Modern Warfare 2                   | 22 700 000        | Багатоплатформний     | 10 листопада, 2009 | Infinity Ward                    | США                   | Activision                     | [ 30 ]                            |
| Pokémon Ruby / Sapphire / Emerald                | Деталі 22 540 000 | Game Boy Advance      | 21 листопада, 2002 | Game Freak                       | Японія                | Nintendo / The Pokémon Company | [ j ]                             |
| Borderlands 2                                    | 22 000 000        | Багатоплатформний     | 18 вересня, 2012   | Gearbox Software                 | США                   | 2K Games                       | [ 40 ]                            |
| Frogger                                          | 20 000 000        | Багатоплатформний     | 5 червня, 1981     | Konami                           | Японія                | Sega                           | ,                                 |
| Lemmings                                         | 20 000 000        | Багатоплатформний     | 14 лютого, 1991    | DMA Design                       | США · Велика Британія | Psygnosis                      | [ 43 ]                            |
| Grand Theft Auto: Vice City                      | 20 000 000        | Багатоплатформний     | 27 жовтня, 2002    | Rockstar North                   | США · Велика Британія | Rockstar Games                 | [ 44 ]                            |
| Brain Age                                        | 19 010 000        | Nintendo DS           | 19 травня, 2005    | Nintendo SPD                     | Японія                | Nintendo                       | [ 21 ]                            |
| Call of Duty: Ghosts                             | 19 000 000        | Багатоплатформний     | 5 листопада, 2013  | Infinity Ward                    | США                   | Activision                     | [ 45 ]                            |
| Mario Kart 7                                     | 18 710 000        | Nintendo 3DS          | 1 грудня, 2011     | Nintendo EAD                     | Японія                | Nintendo                       | [ 8 ]                             |
| Grand Theft Auto III                             | 17 500 000        | Багатоплатформний     | 22 жовтня, 2001    | DMA Design                       | США · Велика Британія | Rockstar Games                 | [ 44 ]                            |